# Dhusaripara
Dhusaripara é uma vila no distrito de Murshidabad, no estado indiano de Bengala Ocidental.

## Demografia
Segundo o censo de 2001, Dhusaripara tinha uma população de 12 117 habitantes. Os indivíduos do sexo masculino constituem 50% da população e os do sexo feminino 50%. Dhusaripara tem uma taxa de literacia de 30%, inferior à média nacional de 59,5%: a literacia no sexo masculino é de 39% e no sexo feminino é de 21%. Em Dhusaripara, 23% da população está abaixo dos 6 anos de idade.